# Bishop's Castle
Ne doit pas être confondu avec Bishop Castle.
Bishop's Castle est une ville du Royaume-Uni située dans le sud-ouest du Shropshire, à 30 km à l'ouest de Shrewsbury.

## Histoire
Il reste quelques vestiges du château des évêques de Hereford.